# Городовиков, Басан Бадьминович
Баса́н Бадьминович Городовико́в (15 ноября 1910, Мокрая Ельмута, область Войска Донского — 17 августа 1983, Москва) — Герой Советского Союза, генерал-лейтенант. Военачальник, участник Великой Отечественной войны. Член ВКП(б) с 1939 года. Первый секретарь Калмыцкого обкома КПСС (1961—1978).
Племянник О. И. Городовикова.

## Биография
Родился 15 ноября 1910 года на хуторе Мокрая Ельмута Области Войска Донского (ныне в составе Пролетарский района Ростовской области) в семье небогатых донских калмыков.
В 1918 году поступил в Ельмутинскую хуторскую школу. В 1924 году умер отец, Бадма Иванович Городовиков. Закончив обучение в начальной школе, Басан Городовиков поступил в школу 2-степени, расположенную в станице Платовской, где окончил 8 классов. В 1924 году стал пионером, затем — комсомольцем. В 1927 году у него умерла мать — Омульта Бадмаевна.
В РККА добровольно с мая 1927 года. В 1930 году окончил Кавказскую кавалерийскую школу горских национальностей в Краснодаре и направлен командиром взвода в 76-й кавалерийский полк 12-й кавалерийской дивизии Северо-Кавказского военного округа в станицу Пролетарскую. 15 июня был переведён в 30-й Саратовский кавалерийский полк 5-й кавалерийской дивизии СКВО командиром взвода в Новочеркасск. Получив отличные результаты на аттестации был назначен командиром эскадрона в 30-й Саратовский кавалерийский полк 5-й кавалерийской дивизии СКВО.
В 1935 году, успешно сдав вступительные экзамены, был зачислен слушателем Краснознамённой ордена Ленина военной академии им. Фрунзе в Москве. Перед окончанием военной академии 25 августа 1938 года капитану Городовикову досрочно было присвоено звание майора.
С августа 1938 года по 25 октября 1940 года — командир 115-го кавалерийского полка 8-й кавалерийской дивизии 1-й ОКА в Камень-Рыболове Приморского края. С 25 октября 1940 года по апрель 1941 года состоял слушателем при военной академии ВВС в Монино. В апреле 1941 года был направлен в Серпуховское авиационное училище, которое закончил в июне того же года с присвоением звания лётчика со сдачей высшего пилотажа.

Могила Б. Б. Городовикова на Новодевичьем кладбище Москвы.

С началом Великой Отечественной войны
6 июля 1941 года назначен в Полтавскую область командиром 71-го кавалерийского полка 48-й Отдельной кавалерийской дивизии с присвоением звания подполковника. Вскоре дивизия была переброшена в Крым. Первое сражение полка произошло 19 октября 1941 года в Крыму, под Перекопом, на Ишуньских позициях. Но после прорыва немецких войск через Перекоп в степной Крым дивизия оказалась отрезана от главных сил армии и с потерями отошла в Крымские горы. Там Городовиков сформировал из её бойцов и красноармейцев других частей партизанский отряд, позднее получивший название 3-го красноармейского. За успешные операции в качестве партизана 7 апреля 1942 года был награждён орденом Красного Знамени, 26 апреля ему было присвоено воинское звание полковника.
1 мая 1942 года он был назначен командиром 1-го Партизанского района Крыма. 16 июня его вывезли из Крыма самолётом на «Большую землю».
В августе 1942 года назначен командиром 251-й Витебской стрелковой дивизии Западного фронта. Дивизия участвовала в Погорело-Городищенской операции 20-й армии Западного фронта. Освобождала Погорелое Городище, форсировала Вазузу и втянулась в долгие бои на плацдарме. С 25 ноября 1942 года дивизия участвовала в операции «Марс». После её окончания продолжала вести бои в междуречье Вазузы и Осуги. 8 марта 1943 года дивизия участвовала в освобождении города Сычёвка. 22 декабря 1942 года Городовиков был награждён медалью «За оборону Севастополя», 2 марта 1943 года — орденом Красного Знамени за успешное проведение мартовских операций.
27 июля 1943 года назначен командиром 85-й гвардейской стрелковой дивизии 15-го гвардейского стрелкового корпуса. В августе 1943 года дивизия прорвала хорошо укреплённую оборонительную полосу противника и, ведя непрерывные бои, заняла населённые пункты Речица, Кобели, Моссалы, Ляды, Мартынково, обеспечив успешное продвижение вперёд наступающим частям. За умело проведённый прорыв хорошо укреплённой обороны противника, личную отвагу и мужество Б. Б. Городовиков был аттестован на присвоение звания генерал-майора.
После стабилизации обстановки на Западном фронте 10-я гвардейская армия была переброшена в ноябре 1943 года на 2-й Прибалтийский фронт и использовалась при прорывах в первом эшелоне наступающих войск.
В июне 1944 года Б. Б. Городовиков был назначен командиром 184-й Духовщинской стрелковой дивизии 45-го стрелкового корпуса 5-й армии 3-го Белорусского фронта. 23 июня 1944 года на территории Белоруссии началась наступательная операция «Багратион». В ней принимала участие 184-я стрелковая дивизия генерал-майора Городовикова. Под Витебском дивизия, отрезав пути отхода 206-й немецкой пехотной дивизии, разгромила её и взяла в плен около 3 тысяч немецких солдат и офицеров во главе с командиром, и, преследуя отходящие вражеские части, вступила на территорию Литовской ССР. 12 июля 1944 года дивизия совместно с воинами 45-го стрелкового корпуса взяла город Тракай.
29 июля 1944 года дивизия прорвала оборону немецких войск, захватила важный узел шоссейных дорог, чем содействовала окружению вермахта в районе Каунаса. Основной удар немцев при попытке прорыва на рубеже Жвиргждайгяй — Блювы — Матерны — Слобода пришёлся на дивизию Городовикова. В ходе этих боёв было уничтожено 19 вражеских танков, 4 бронетранспортёра, 7 автомашин, 66 пулемётов, 3 миномёта, убито 1410 солдат и офицеров.
Успешно форсировав реку Неман, дивизия 17 августа 1944 года первой из советских соединений вышла к государственной границе СССР с гитлеровской Германией (Восточная Пруссия) северо-западнее города Вилкавишкиса (Литовская ССР), в районе города Наумиестис (Кудиркос-Науместис), который впоследствии освободила от оккупантов (16 октября). Указом Президиума Верховного Совета СССР от 19 апреля 1945 года за умелое командование дивизией и проявленные при этом мужество и героизм Б. Б. Городовикову присвоено звание Героя Советского Союза с вручением ордена Ленина и медали «Золотая Звезда» (№ 7110).
В ночь на 15 октября 1944 года войска 3-го Белорусского фронта перешли в наступление вдоль всей границы с Восточной Пруссией. Линия обороны противника перед фронтом наступления 184-й стрелковой дивизии была сильно укреплена. Но, несмотря на это, с поставленной задачей дивизия справилась успешно, а входивший в её состав батальон под командованием Г. Н. Губкина первым вступил на территорию Восточной Пруссии. В городе Ширвиндте, взятом во второй половине октября 1944 года 184-й дивизией, генерал Городовиков принял первый парад победы советских войск на территории Германии.
2 декабря 1944 года получил тяжёлое ранение и был эвакуирован в военный госпиталь в Москве. По окончании лечения, в феврале 1945 года, вновь принял командование 184-й стрелковой дивизией, участвовал в Восточно-Прусской операции. После завершения Земландской наступательной операции дивизия начала переброску на Дальний Восток. С июля 1945 года — командир 63-й стрелковой дивизии 72-го стрелкового корпуса 5-й армии 1-го Дальневосточного фронта. Участник советско-японской войны, в которой дивизия под его командованием успешно наступала в Маньчжурии. Был прорван крупный укрепрайон, пройден горный хребет и освобождены города Ванцин и Гирин.
После победы над Японией в сентябре 1945 года был послан на учёбу на высшие академические курсы, после окончания которых в 1947 году был назначен командиром 12-й гвардейской механизированной дивизии в город Брест БВО. В январе 1950 года назначен заместителем командира 87-го стрелкового корпуса Дальневосточного военного округа в Южно-Сахалинске. Летом этого же года назначен на должность начальника Управления боевой подготовки округа.

Фотография Городовикова в Музее Калмыкии

После расформирования штаба Дальневосточного военного округа в 1953 году поступил слушателем в Высшую военную академию имени К. Е. Ворошилова, после её окончания в 1955 году назначен первым заместителем командующего 8-й гвардейской армии и членом военного совета этой армии (Группа советских войск в Германии). В сентябре 1960 года назначен на должность заместителя командующего Прикарпатским военным округом.
В ноябре этого же года решением Секретариата ЦК КПСС переведён на партийную работу в Калмыцкий обком КПСС. 30 января 1961 года на пленуме обкома избран 1-м секретарём Калмыцкого обкома КПСС.
Под руководством Б. Б. Городовикова Калмыцкая Республика достигла заметных успехов.
Член Центральной ревизионной комиссии КПСС (1961—1966). Кандидат в члены ЦК КПСС (1966—1981).
C 1978 года персональный пенсионер, жил в Москве, где и умер 17 августа 1983 года. Похоронен на Новодевичьем кладбище.

## Память
- Имя Городовикова носит Калмыцкий государственный университет.
- Имя Городовикова носил пионерский отряд школы № 37 в Вильнюсе.
- В Национальном музее Республики Калмыкия находится экспозиция, посвящённая Городовикову.
- В его честь назван совхоз в Черноземельском районе Калмыкии.
- В его честь названы улицы в Элисте и селе Приютное в Калмыкии.
- В его честь названа элистинская школа № 18, гимназия в селе Троицкое Целинного района Республики Калмыкия.

## Награды
- Герой Советского Союза с вручением медали «Золотая Звезда» (Указ ПВС СССР от 19.4.1945 года).

### Ордена
- Кавалер четырёх орденов Ленина (19.4.1945, …).
- Кавалер ордена Октябрьской Революции (в связи с 70-летним юбилеем и активную общественно-политическую деятельность, 14.11.1980).
- Кавалер четырёх орденов Красного Знамени (приказы Крымского фронта № 0463 от 7.4.1942 года, Западного фронта № 0372 от 2.3.1943 года, 5-й армии, № 043 от 9.1.1945 года, в/л указ ПВС СССР 6.11.1947 года).
- Кавалер ордена Суворова II степени (приказ НВП, № 05 от 26.9.1945).
- Кавалер ордена Кутузова II степени (Указ ПВС СССР от 28.9.1943 года).
- Кавалер ордена Трудового Красного Знамени.
- Кавалер ордена Красной Звезды (в/л от 22.11.1944 года).

### Медали
- Медаль «За оборону Севастополя» (22.12.1942).
- Медаль «За взятие Кенигсберга» (9.6.1945).
- Медаль «За победу над Германией» (9.6.1945).
- Медаль «За победу над Японией» (30.9.1945).
- Медаль «Партизану Отечественной войны» 1-й степени (2.2.1943).
- Медаль «ХХХ лет Советской армии и флота» (13.12.1957).
- Медаль «Партизану Отечественной войны» 1-й степени (приказ штаба партизанского движения 1946).
- Медаль «За оборону Сталинграда» (22.12.1942).
- Медаль «За оборону Кавказа» (1.5.1944).

## Звания
- 25.8.1938 — майор.
- 6.7.1941 — подполковник.
- 26.4.1942 — полковник.
- 16.10.1943 — генерал-майор.
- 25.5.1959 — генерал-лейтенант.

## Послужной список
- 24.9.1927 — 1.5 1930 — курсант.
- 01.5.1930 — 15.6.1930 — командир взвода.
- 15.6.1930 — 29.12.1931 — командир взвода.
- 29.12.1931 — 22.5.1935 — командир эскадрона.
- 22.5.1935 — 25.8.1938 — слушатель, окончил военную академию им. Фрунзе с дипломом I-й степени.
- 29.8.1938 — 25.10.1940 — командир полка.
- 25.10.1940 — 30.6.1941 — слушатель.
- 30.6.1941 — 6.7.1941 — состоял в распоряжении.
- 06.7.1941 — 1.11.1941 — командир полка.
- 01.11.1941 — 1.5.1942 — командир 3-го красноармейского отряда.
- 01.5.1942 — 16.6.1942 — командир Партизанского района.
- 16.6.1942 −8.1942 — состоял в распоряжении генерал-инспектора, находился в отпуске.
- 08.1942 — 7.1943 — командир дивизии.
- 07.1943 — 27.7.1943 — в распоряжении армии.
- 27.7.1943 — 5.6.1944 — командир дивизии.
- 05.6.1944 — 7.1945 — командир стрелковой дивизии.
- 02.12.1944 — 25.2.1945 — находился на излечении в военном госпитале в Москве.
- 07.1945 — 22.9.1945 — командир дивизии.
- 22.9.1945 — 15.3.1946 — освобождён от должности и откомандирован в распоряжение ГУК для зачисления слушателем Высшей военной академии.
- 15.3.1946 — 24.1.1947 — слушатель Высших академических курсов.
- 24.1.1947 — 25.4.1947 — в распоряжении Управления кадров сухопутных войск ВС СССР.
- 25.4.1947 — 11.1.1950 — командир дивизии.
- 11.1.1950 — 12.9.1950 — замком корпуса.
- 12.9.1950 — 25.11.1953 — нач. управления.
- 05.11.1953 — 16.12.1955 — слушатель основного курса.
- 16.12.1955 — 19.9.1960 — первый замком армией.
- 19.9.1960 — 1961 — замком войсками по боевой подготовке и военно-учебным заведениям.
- 08.3.1961 — уволен из кадров Советской Армии.

## Телевизионные передачи
- К 85-летию Б. Б. Городовикова (Калмыцкое телевидение), фильм в двух частях.
- Басан Бадьминович Городовиков. К 60-летию победы.
- Документальный фильм «Генерал Городовиков — Мастер прорыва» 2010 г.

## Сочинения
- Б. Б. Городовиков. Советская Калмыкия на подъёме. — «Советская Россия», 1984. — 224 с.
- Б. Б. Городовиков. Орденоносная Калмыкия. — Элиста, 1972. — 163 с.